# Домонтович Михайло Олександрович
Миха́йло (Микола) Олександрович Домонтóвич (Справжнє прізвище Злобінцев; 31 жовтня 1883, Золотоноша — 1937) — український письменник, кобзар. Керівник студентського ансамблю бандуристів, який виступив у 1908—1909 рр. в Києві. З 1909 р вчителював у Золотоніській чоловічій гімназії. Голова «Просвіта». Викладач математики. Автор Самонавчителя гри на Кобзі — Одеса 1913–1914 рр. Репресований прикінці 1920-х років.

## Біографія
Народився в м. Золотоноша (тепер Черкаська область) 31 жовтня 1883 р. в родині військового лікаря. Його батько, Олександр Іванович Злобінцев (1862 р. н)., закінчив медичний факультет Київського університету в 1880 р. і був направлений у Золотоношу, куди його приписали до Золотоніського УВП.
У 1909 р. Михайло Злобінцев закінчив фізико-математичний факультет Київського університету і переїхав у Золотоношу, де вчителював в чоловічій гімназії. Між його учнів були М. Терещенко, С. Скляренко, П. Чухрай, М. Мішалов та П. Носяра.
Михайло Злобінцев виявив себе як активний культурно-освітний громадський діяч, поет та бандурист. У 1916–17 рр. він очолював повітову громаду. 1917 року М. Злобінцев став засновником товариства «Просвіта» в Золотоноші. Після революції працював у системі народної освіти. Був фундатором газет «Вільне слово» та «Вісті Просвіти» (1917).

### Літературна діяльність
Як поет Михайло Злобінцев друкувався під різними псевдонімами та криптонімами. (Домонтович М., кобзар Домонтович, М.  Д.) в альманасі «Перша Ластівка» (1905), журналі «Рідний край» та інших виданнях. Краєвознавець М. Ф. Пономаренко пише, що у віршах Злобінцева звучать вболівання за тяжку долю трудящого народу, заклики до боротьби, віра в краще майбутнє («Прокидайся, батьку, годі тобі спати…» та ін.). Він був автором поеми «Громакіяда» — гострої сатири на побут дрібномаєткового поміщицтва й міщанства.

### Кобзарська діяльність
Михайло Злобінцев також цікавився етнографією, збирав і записував українські народні пісні та думи («Дума про Богдана Хмельницького» та ін.), зокрема від кобзарів Т. Пархоменка, М. Кравченка та І. Кучугура-Кучеренко. Він був організатором і керівником ансамблю бандуристів і майстром з виготовлення бандур в Києві та Золотоноші. На сцені він виступав під сценічним псевдо М. Домонтович — то було прізвище, яке він перебрав від відомого борця за права селян — Івана Домонтовича. Цей псевдонім та криптонім М. Д. він також використовував у своїй літературній діяльності.

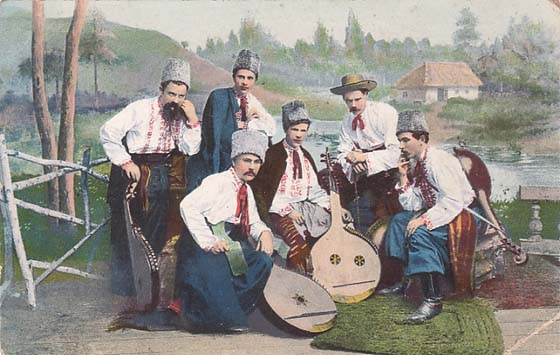
Студентська капела бандуристів (1908). На фотографії ймовірно: 1. Кашуба (Кошуба) Марко Пилипович (1875—1934), 2. Копань (Копан) Георгій Якович (1887—1938) 3. Панченко Федір Петрович, (без бандури) 4) Сидить Потапенко Василь Васильович, (колишній поводир Т. Пархоменка) 5) Яценко в капелюсі (організатор капели) (1870-1935) 6) Войцех Григорій Євтихович (1877—1937)

У роки навчання в університеті М. Злобінцев разом із товаришами-студентами створив невеличкий ансамбль бандуристів, який часто та з великим успіхом виступав у Києві в 1906–1909 роках, зокрема на Шевченківських святах. З рецензії на один концерт, який був організований товариством «Боян», знаємо, що в Києві в 1909 р. виступали в ансамблі 6 бандуристів, які грали й співали в супроводі своїх бандур.

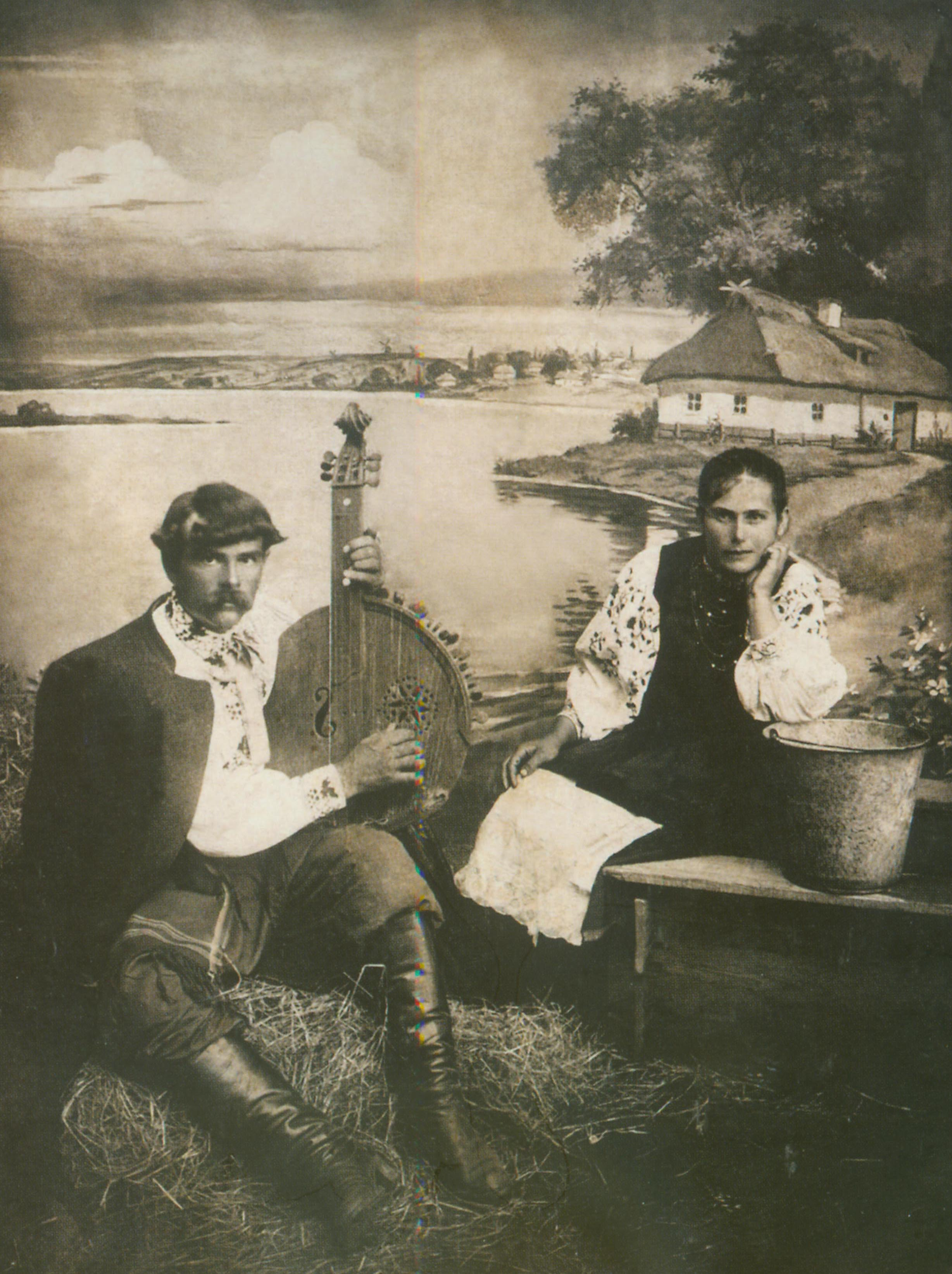
Бандура роботи М. Домонтовича

Домонтович мав гарний баритон. Гру на бандурі він вивчав під керівництвом чернігівського кобзаря Терешка Пархоменка, його поводиря Василя Потапенка. Про діяльність кобзаря І. Кучеренка М. Злобінцев назбирав чимало матеріалів і надрукував у праці «Певцы родной страны» в 1913 році.
У 1913 році в Одесі вийшов перший зошит «Самонавчитель гри на кобзі або бандурі», який М. Злобінцев приготував і надрукував під псевдонімом М. Домонтович. У праці автор подав короткі описи історії інструмента, вигляду та строю бандури, а також пояснення, як її тримати й грати, подав коротку теоретичну частину, описав, як настроїти бандуру, але нотних прикладів не подав.
В 1914 р. вийшла друга частина цього самого «Самонавчителя» в друкарні «Діло» Є. І. Фесенка в Одесі. Тут були надруковані кілька творів для голосу в супроводі бандури і по суті то був перший надрукований збірник творів для бандури. Збірник включив в собі обробку пісень:
1. «Поза гаєм, гаєм» три варіанти в До, Фа і Соль мажорі. 2. «Гречаники» — три варіанти в До, Фа і Соль мажорі. 3. «Про Морозенка». 4. «Про Саву Чалого» від Т. Пархоменка. 5. «Про Нечая» від Т. Пархоменка. 6. «На смерть Шевченка» від Т. Пархоменка. 7. «Про Максима Залізняка» від Т. Пархоменка 8. «Попаденька». 9. «Киселик». 10. «Засідатель». 11. «Соцький». 12. «Про Купріяна». 13. «Хата моя рубленая». 14. «Там, на Ятрань». 15. «Гей, не дивуйте» — для ансамблю.
Підручник був розрахований на бандуру з діатонічним строєм з 7 басами і 20 приструнками. На обкладинці другої частини вміщено оголошення, що незабаром має вийти і другий збірник з нотами, «улаштованими» до гри на кобзі.

### Інша діяльність
Паралельно з роботою над створенням і виданням «Самонавчителя» він пише вірші, які почали друкуватися в 1905 р., а також написав підручник «Арихметика» (ч. І, 1917 р. та ч. ІІ, 1918 р)., які були видані в Золотоноші й підписані М. Злобинців.
М. Злобінцев активно береться до громадсько-виховної роботи та до створення товариства «Просвіта» в Золотоноші. У 1917 р. у Золотоноші він видає ряд політичних праць про автономію України (24 с)., про найкращі здобутки французької революції (15 с)., збірник революційних пісень (45 с)., «Землякам малоросам од українців», «Нарис про Український рух в Золотоноському повіті» та інші. У цей час створює ряд поезій, які критикують позиції русифікованого населення, і відстоює українські державницькі ідеали.
У 1919 р. М. Злобінцев був призначений на посаду комісара справ освіти. Після революції він викладає в Золотоніському відділенні Уманського агрономічного інституту в м. Ірманець, за 10 кілометрів від Золотоноші. Тут він теж організував ансамбль бандуристів і сам регулярно виступав із ними в концертах. За спогадами учня М. Злобінцева й учасника цього ансамблю Марка Васильовича Мішалова, у 1923 р. в ансамблі було 6 осіб.
Михайло Злобінцев був незаконно репресований і помер на засланні в 1937 р., реабілітований лише в 1988 р.